# Newzealandia nigrescens
Newzealandia nigrescens är en plattmaskart som först beskrevs av Arthur Dendy 1901.  Newzealandia nigrescens ingår i släktet Newzealandia och familjen Geoplanidae. Inga underarter finns listade i Catalogue of Life.